# Katastrofa lotu Ukraine International Airlines 752
Katastrofa lotu Ukraine International Airlines 752 – zestrzelenie pasażerskiego samolotu Boeing 737-800, należącego do linii Ukraine International Airlines, do którego doszło 8 stycznia 2020 w Szahrijar, 17 km od Teheranu, około godziny 6:18 przez irańską obronę przeciwlotniczą.
9 stycznia 2020 podczas konferencji prasowej premier Kanady Justin Trudeau stwierdził, że samolot został prawdopodobnie zestrzelony przez pomyłkę przy użyciu irańskich rakiet ziemia-powietrze. Dwa dni później informację potwierdził Mohammad Dżawad Zarif, minister spraw zagranicznych Iranu. Zarif ogłosił, że jedna z jednostek Wojsk Obrony Powietrznej Islamskiej Republiki Iranu uznała samolot za pocisk skierowany w irańską placówkę wojskową.
11 stycznia 2020 odbyły się wielotysięczne demonstracje po katastrofie ukraińskiego samolotu, podczas których wzywano do osądzenia winnych katastrofy i jej tuszowania, a nawet do rezygnacji najwyższego przywódcy Alego Chamenejego. Władze Iranu początkowo zaprzeczały oskarżeniom o jego zestrzelenie, a ostatecznie przyznały się do zestrzelenia w wyniku pomyłki.

## Przebieg lotu
Samolot Boeing 737-8KV, należący do linii lotniczych Ukraine International Airlines, miał odbyć lot z Teheranu do Kijowa. Lot 752 miał wystartować o 5:15 czasu lokalnego, jednak nastąpiło godzinne opóźnienie. Gdy maszyna wystartowała, wzniosła się na wysokość 2415 metrów i osiągnęła prędkość 509 km/h. W pewnym momencie samolot, trafiony dwiema rakietami, przestał się wznosić i zaczął spadać; rozbił się 2 minuty po starcie z lotniska Khomeiniego w Teheranie, w miejscowości Szahrijar.

Trasa lotu przed zastrzeleniem

## Obywatelstwo pasażerów i załogi
Na pokładzie znajdowało się 167 pasażerów oraz dziewięcioosobowa załoga. Kapitanem samolotu był Wołodymyr Gaponenko, a drugim pilotem był Serhij Chomenko.
| Państwo         | Pasażerowie | Załoga | Razem |
| --------------- | ----------- | ------ | ----- |
| Iran            | 82          | –      | 82    |
| Kanada          | 63          | –      | 63    |
| Ukraina         | 2           | 9      | 11    |
| Szwecja         | 10          | –      | 10    |
| Afganistan      | 7           | –      | 7     |
| Wielka Brytania | 3           | –      | 3     |
| Razem           | 167         | 9      | 176   |

## Galeria

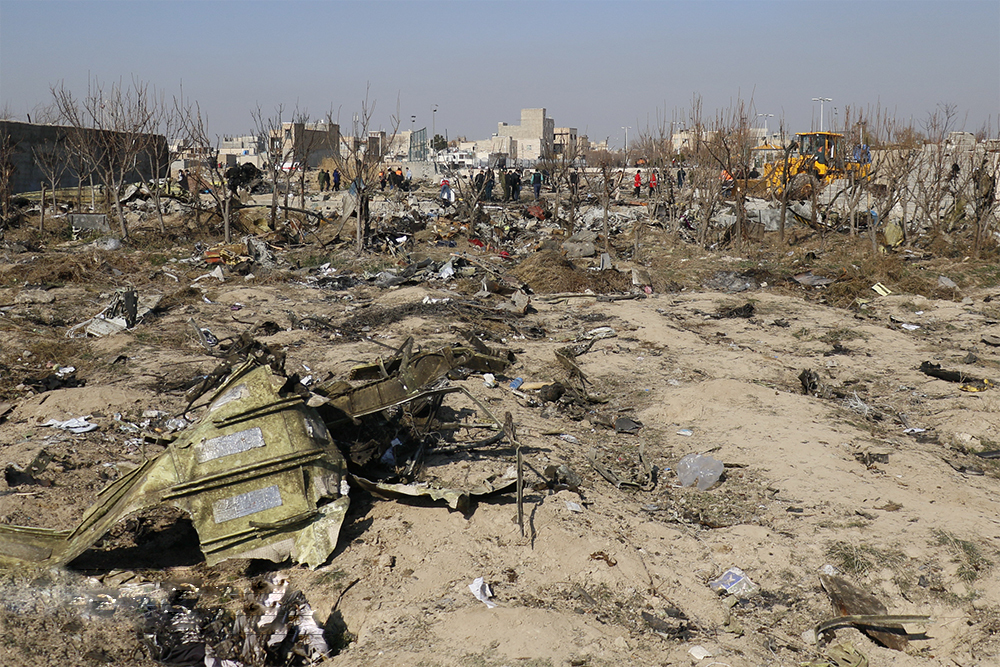
Miejsce zdarzenia
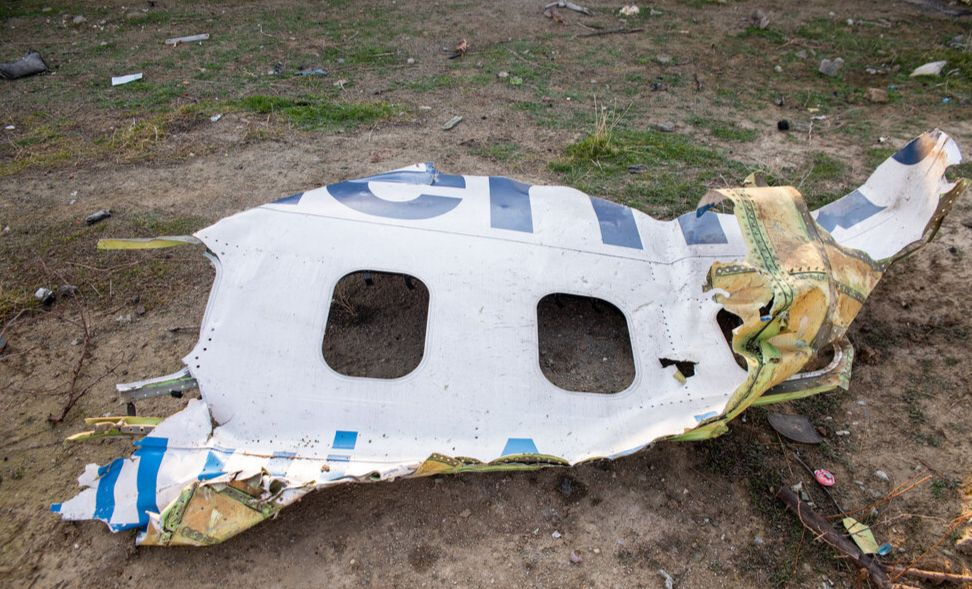
Fragment kadłuba rozbitego samolotu
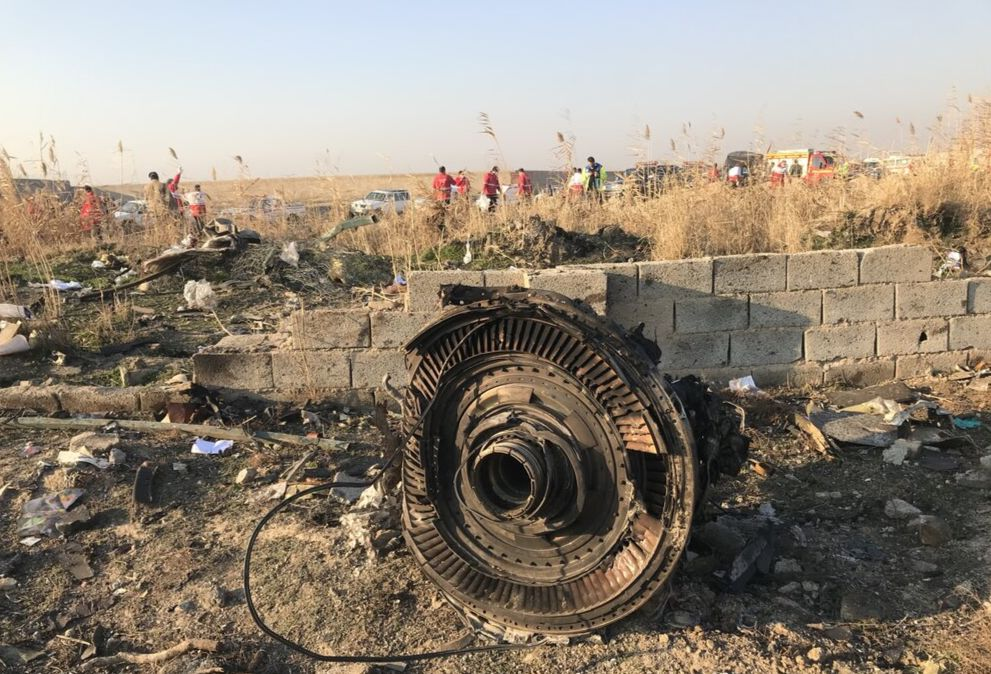
Jeden z silników samolotu
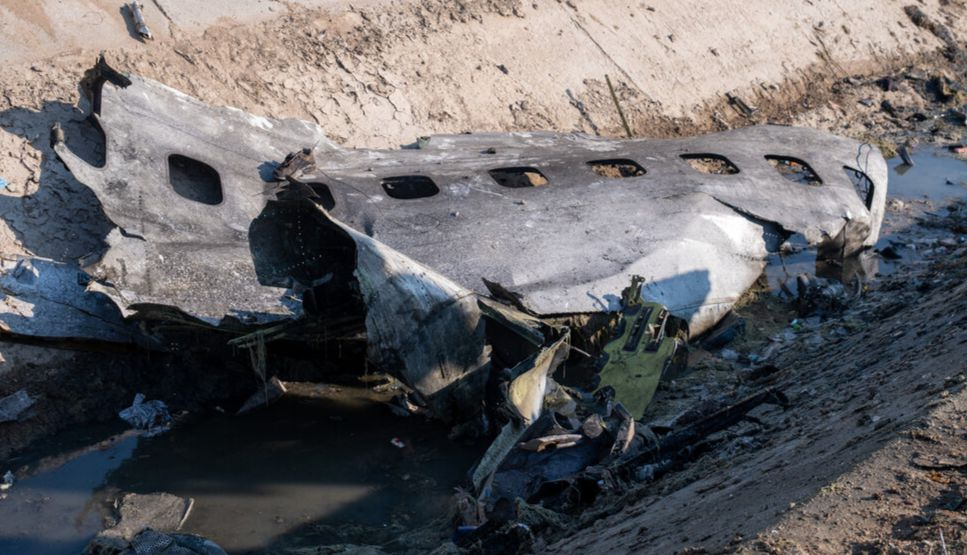
Fragment kadłuba rozbitego samolotu